# Костюки (Брестская область)
Костюки (бел. Касцюкі) — деревня в Берёзовском районе Брестской области Белоруссии. Входит в состав Междулесского сельсовета.

## География
Деревня находится в центральной части Брестской области, на правом берегу реки Ясельды, при автодороге Н-92, на расстоянии приблизительно 13 километров (по прямой) к юго-востоку от города Берёза, административного центра района. Абсолютная высота — 143 метра над уровнем моря. Площадь населённого пункта — 1,2373 км².

## История
По состоянию на 1905 год, в Костюках проживало 380 человек. В административном отношении деревня входила в состав Черняковской волости Пружанского уезда Гродненской губернии.
Согласно Рижскому мирному договору (1921), деревня вошла в состав межвоенной Польши. Входила в состав гмины Матиевичи Пружанского повета Полесского воеводства Польши. В 1921 году числилось 472 жителя, проживавших в 91 доме. В этническом составе населения того периода белорусы составляли 98 %. В конфессиональном составе населения преобладали православные христиане (98 %).
С 1939 года в БССР, с 1940 года деревня в составе Междулесского сельсовета.

## Население
По данным переписи 2019 года, в деревне проживало 70 человек.
| Год  | Население, человек |
| ---- | ------------------ |
| 1905 | 380                |
| 1921 | ↗ 472              |
| 2009 | ↘ 121              |
| 2019 | ↘ 70               |